# Theodor Nöldeke
Theodor Nöldeke (2 mars 1836 - 25 décembre 1930) est un orientaliste allemand.

## Biographie
Nöldeke naît à Hambourg et étudie les langues sémitiques, le turc et le persan aux universités de Göttingen, Vienne, Leyde et Berlin.
Le diplôme de doctorat lui est décerné en 1856 à l'âge de seulement 20 ans sur la base d'une thèse en latin primée par le royaume de Hanovre.
Un essai, Histoire du Coran, lui vaut en 1859 le prix de l'Académie des inscriptions et belles-lettres en France, en compétition avec Aloys Sprenger et Michele Amari.
Le sujet en est : « […] rechercher la division primitive et le caractère des différents morceaux qui le composent ; déterminer autant qu'il est possible, avec l'aide des historiens arabes et des commentateurs et d'après l'examen des morceaux eux-mêmes, les moments de la vie de Mahomet auxquels ils se rapportent ; exposer les vicissitudes que traversa le texte du Coran, depuis les récitations de Mahomet jusqu'à la recension définitive qui lui donna la forme où nous le voyons ; déterminer d’après l'examen des plus anciens manuscrits la nature des variantes qui ont survécu aux recensions. »
Nöldeke en publie l'année suivante une version augmentée en allemand.
Il est nommé professeur à l'université de Kiel en 1864, puis en 1872 à l'université de Strasbourg, qui vient alors d'être fondée, et où il reste jusqu'à la fin de sa carrière en 1919. Parmi ses étudiants figurent notamment Carl Brockelmann, Hermann Reckendorf et Heinrich Zimmern.
Sous son impulsion et grâce à son dynamisme, l'université de Strasbourg devint l’un des grands centres d’études orientales en Europe de 1872 à 1920. Le fonds d’ouvrages et de manuscrits conservé à la Bibliothèque nationale et universitaire de Strasbourg constitue l’une des grandes collections européennes d’orientalisme. Theodor Nöldeke ne quitte l'Alsace, redevenue française, qu'en 1920, à l'âge de 84 ans, après la mort de son épouse, pour rejoindre l'un de ses fils à Karlsruhe. Durant sa très longue carrière à Strasbourg, il refuse les chaires que lui offrent les universités de Vienne (en 1869 et 1879), de Leipzig (en 1888) et de Göttingen (en 1891), ce qui témoigne de son attachement à sa ville d'adoption. Il est d'ailleurs l'un des rares intellectuels allemands de son temps à refuser de signer le Manifeste des 93, instrument de la propagande de guerre allemande, en 1914. Le Président de l’Académie des inscriptions et belles-lettres ne manqua pas de le souligner dans son éloge funèbre à Theodor Nöldeke, qui en avait été élu correspondant étranger en 1906.
Cinq universités lui ont décerné le titre de docteur honoris causa : l'université d'Edimbourg (1893), l'université de Göttingen (1906), l'université d'Oxford (1908), l'université d'Oslo (1911), et l'université de Bonn (1919). La première des très nombreuses récompenses et distinctions de Theodor Nöldeke est cependant la médaille qu'il reçut en 1879... pour avoir sauvé un enfant de la noyade à Strasbourg en le tirant de l'Ill, devant la rue de la Pierre-Large (Am Breite Stein), non loin de chez lui.

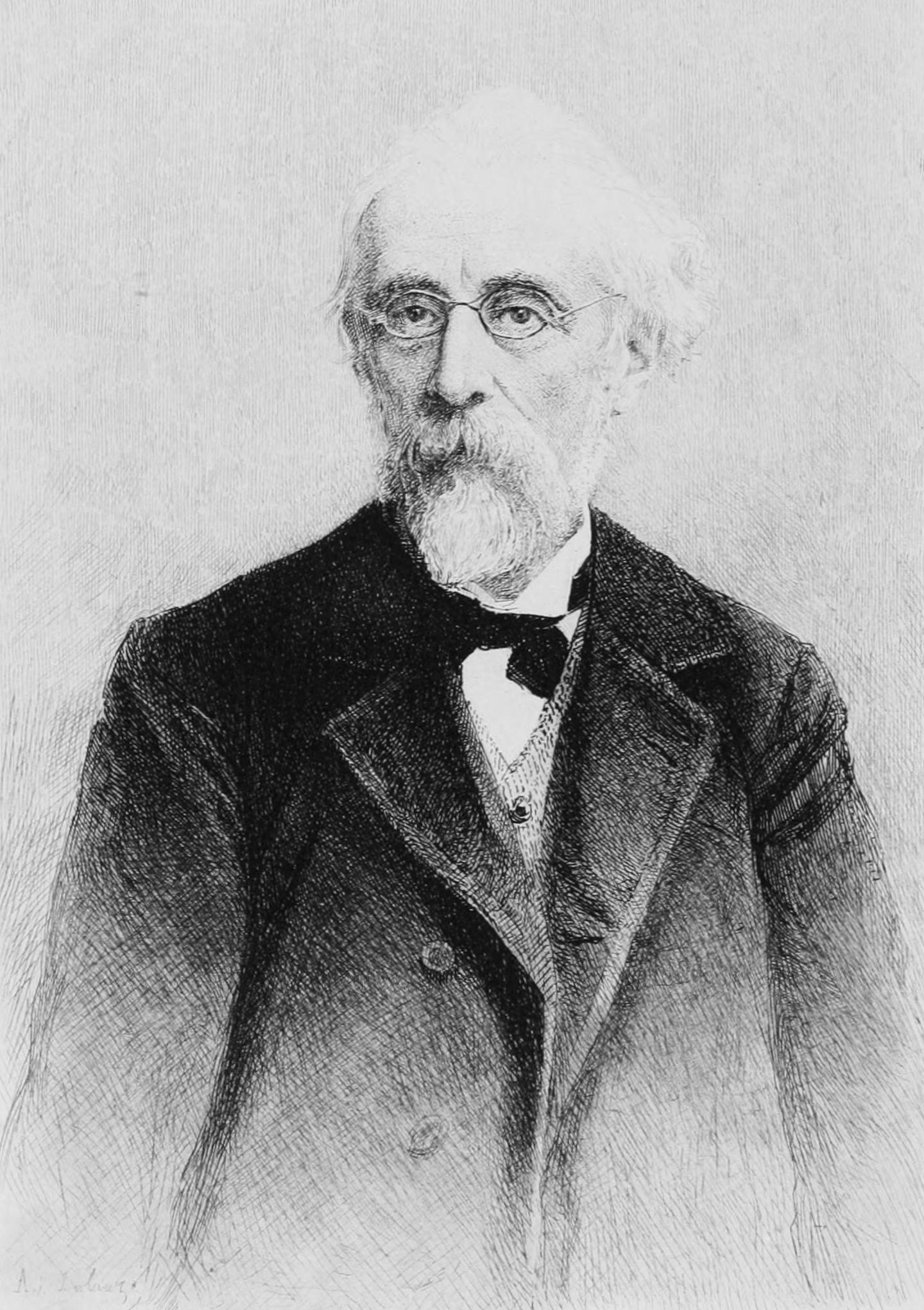
Theodor Nöldeke (1904).

Ses sujets de recherche sont variés mais touchent principalement aux langues sémitiques et à l'islam. Il se montre très critique sur les défauts stylistiques du Coran, allant ainsi contre le dogme musulman de la perfection du texte sacré. 
Plusieurs de ses essais ont été initialement publiés par l'Encyclopædia Britannica.

## Publications
- Geschichte des Qorans, 1860. Rééd. à Hildesheim 2005.  (ISBN 3-487-00105-5)
- Beiträge und Neue Beiträge zur semitischen Sprachwissenschaft. 1981.  (ISBN 9060221842)
- Das iranische Nationalepos, 1920 (traduit en anglais : Iranian National Epic, 1977.  (ISBN 0879914602))
- Orientalische Skizzen, 1892 (anglais: Sketches from Eastern History, 1977.  (ISBN 0879914610))
- Das Leben Mohammeds, 1863
- Beiträge zur Kenntnis der Poesie der alten Araber, 1864
- Die alttestamentliche Literatur, 1868
- Untersuchungen zur Kritik des Alten Testaments, 1869
- Geschichte der Perser und Araber zur Zeit der Sasaniden. Aus der arabischen Chronik des Tabari übersetzt, 1879 (rééd. Leyde 1973)
- Zur Grammatik des klassischen Arabisch, 1896
- Fünf Mo’allaqat, übersetzt und erklärt, 1899—1901
- James A. Crichton (traduction): Compendious Syriac grammar. With a table of characters by Julius Euting, 1904
- Mandäische Grammatik; mit einer lithographirten Tafel der Mandäischen Schriftzeichen, 1875